# Húsvétszámítás

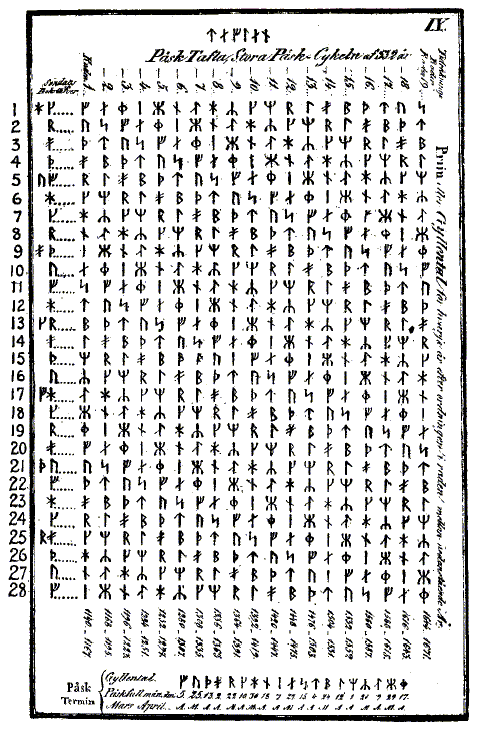
Rúnaírásos svéd táblázat, amely a húsvét dátumát mutatja az 1140–1671 közötti években

A húsvétszámítás (latinul: computus [paschalis]) a keresztény húsvét naptári időpontjának meghatározására szolgáló eljárás. A latin elnevezés egyszerűségének oka az, hogy a középkorban a matematika egyik legfontosabb alkalmazásaként tartották számon a problémát.
Az első nikaiai zsinat (Kr. u. 325) határozata alapján a húsvét napja
a tavaszi nap-éj egyenlőség utáni első holdtöltét követő vasárnap.
A nyugati kereszténység által a húsvét meghatározására ma használt metódust, a Gergely-féle naptárreformot szabályozó kánonban (1582) rögzítették. Ebben pontosították, hogy mit kell az egyházi naptár értelmében „tavaszi napéjegyenlőségnek” illetve azt követő „teliholdnak” tekinteni. Valójában itt a Gregorián-naptár mögött meghúzódó luniszoláris naptárra kell gondolnunk, melynek lunáris hónapjainak első napja, szándékolt módon (de természetesen csak közelítőleg) a csillagászati újholddal esnek egybe.
A keleti egyházrészek egy régebbi, a VI. században élt Dionysius Exiguus által megalkotott rendszer szerint számítják a húsvétot, mely alapgondolatát tekintve megegyezik a Gregorián-naptár szerinti számítással, csak semmilyen naptárkorrekciót nem tartalmaz.
Ferenc pápa 2015 júniusában bejelentette, hogy a római katolikus egyház kész megváltoztatni a húsvétszámítás módját, hogy a katolikusok húsvétja egybeessen más keresztény vallások húsvétjával.

## A húsvétszámítás elméleti háttere
Az első nikaiai zsinat határozata alapján a húsvét vasárnap kijelölése elvileg csillagászati feladat lenne. A kor tudományos nívójának megfelelően eleget is tettek a feladatnak, de mai értelemben persze ez nem a pontos megoldás. Nem várható el azonban az egyháztól, hogy minden új tudományos eredmény után módosítgassa az évszázados eljárást, hiszen a húsvét időpontjának nem csillagászati, hanem egyházi szertartástani jelentősége van. A naptár elégtelen volta persze egy idő után szükségessé tette a húsvét időpontja és a naptár korrekcióját. Ezt a korrekciót 1582-ben meg is tették, nem módosítva a nikaiai zsinat határozatát a húsvét elvi definíciójára, ellenben praktikusan módosítva a keresztény naptárat. Ez a naptárkorrekció csillagászati és matematikai szempontból is figyelemreméltóan jó megoldást biztosít és nem szorul további szerkezeti korrekcióra. Figyelembe véve, hogy a naptárprobléma, természetéből adódóan, egyébként sem oldható meg 1-2 napnál jobb pontossággal (kb. ennyi a Hold periodikus perturbációiból eredő, évenként változó „esetleges” eltérés a csak szekuláris perturbációkkal számolt évről évre ugyanolyan „átlagos” mozgáshoz képest), a XVI. századi alkotók tökéletes munkát végeztek.
Sem a Julián-, sem a Gregorián-naptár hónapjai nem illeszkednek a Hold járásához, hiszen szoláris naptárakként (egyiptomi mintára) nem vesznek tudomást a Hold fázisváltozásairól. A tavaszi telihold időpontjának meghatározásához azonban lehetséges és érdemes alkalmazni az antik görög holdnaptár szöktetési ciklusait, melynek megalkotása egyébként is a görög természettudomány nagy teljesítménye volt, s melyet a IV. században joggal tekinthettek alkalmazásra méltó eredménynek.

### Metón-ciklus
A Metón-ciklust i. e. 432-ben Metón athéni csillagász fedezte fel a holdhónapok és a napévek hossza között. Felismerte, hogy a Hold fényváltozásai 19 év múltán ugyanarra a napra esnek. Eszerint
19 napév hossza megegyezik 235 holdhónap hosszával.
Mai csillagászati szóhasználattal élve 19 tropikus év közelítőleg 235 szinodikus hónappal esik egybe. A Metón-ciklus alapegyenlősége a
19 {\displaystyle \cdot } 365,24218967 = 6939,6016
és a
235 {\displaystyle \cdot } 29,530588 = 6939,6882
számok közelítő egyenlőségét jelenti. A cikluson belül a holdévek és a napévek összehangolását szökőhónapokkal és szökőnapokkal egyenlítették ki. Tiszta holdévvel számolva 19 holdév (228 hónap) – 29 és 30 napos hónapokat alkalmazva – az 6327 nap. Ehhez hozzájön 7 db 30 napos szökőhónap és négy szökőnap (a Julián-naptár szerinti szökőévek miatt). Ez összesen 6940 nap, ami egy nappal hosszabb, mint a 19 napév (6939 nap). Ez a saltus lunae, amelyet a ciklus 19. évében hagytak el az egyik hónap végéről. A következő három ciklus alatt 5 szökőév fordul elő (mivel a 20. év szökőév tehát a ciklus első napjára esik), így négy 19 éves ciklus alatt (kallipposzi-ciklus – 76 év) be kell iktatni 19 plusz napot a holdnaptárba (úgy is lehet számolni, hogy az utolsó három ciklusban nincs saltus lunae). Ez összesen 27 759 nap, ami 76 Julián-év napjainak a száma. A holdhónapok naptárát úgy kell megszerkeszteni, hogy ha a 19 éves ciklus kezdetének napján egy holdhónap kezdete volt, akkor a következő 19 éves ciklus kezdete is egybeessék az aktuális holdhónap kezdetével. Mivel a Metón-ciklus alapegyenletében szereplő két szorzat nem teljesen egyezik, ezért a holdnaptár idővel (három évszázadonként) korrekcióra szorul.
Lásd még a zsidó naptár ciklusait is, amelyek 19 évesek (235 hónappal).

### Holdhónapok a Julián-naptárban
A Julius Caesar által bevezetett római naptár tisztán szoláris naptár, szemben a régi római naptárral, melynek a holdfázisokkal való kapcsolatát szökőnapok és szökőhónapok spontán beiktatásával biztosították. Így a Meton-ciklust nem lehet közvetlenül a Julián-naptárba beépíteni, hanem egy mellette párhuzamosan futó lunáris naptárrendszert kell bevezetni. A különböző keleti egyházak a helyi naptárnak megfelelően számították a Meton-ciklus segítségével a húsvét dátumát. A Caesar-féle naptárba csak a hatodik században építették be. Erre a mindennapi életben sosem használt római holdnaptárra alapul az egyház húsvétszámítási módszere.
Az egyházi holdnaptár rendes holdévei 354 naposak. A szökő holdévek esetén a rendes holdévhez vagy egy 30 napos, vagy egy 29 napos szökőhónapot iktatnak be, így a szökő holdévek 384 vagy 383 naposak. A holdnaptár központi problémája a holdév kezdetének megadása a Julián-naptár szerint (a Gregorián-naptár csak annyiban különbözik ettől, hogy periodikus időközönként előre meghatározott szökőnapokat hagynak ki az évből). Az egyházi holdhónapoknak nincsenek nevei, egyrészt mert a húsvétszámítás algoritmusában ennek nincs jelentősége, másrészt mert a mai naptár hónapnevei eredetileg a régi római holdhónapok nevei voltak, és így autentikus módon akkor járnánk el, ha ugyanúgy neveznénk el őket, ami zavart okozna.
Csillagászati szempontból a szöktetési rendszer egy olyan fiktív égitest fényváltozásait írja le, mely a Holddal azonos ütemben egyenletes körmozgást végez. Ezt a képzeletbeli égitestet nevezzük Fiktív Egyenlítői Középholdnak. A holdnaptár megkísérli Fiktív Egyenlítői Középhold közelítő módon való követését, ekkor a Naptári Holdat vagy Egyházi Holdat kapjuk.

### Aranyszám és epakta
Aranyszámnak (latinul aureus numerusnak) nevezzük azt az 1 és 19 közötti számot, mely megmutatja, hogy az adott év a Meton-ciklus hányadik éve. Amennyiben az évszámot a nyugati időszámítás szerint (azaz az Anno Domini éra szerint) számoljuk, akkor
az aranyszám az évszám 19-cel történő osztásának maradéka + 1
azaz
AN = (AD mod 19) + 1
(A kora középkorban még nem használták a 0 számjelet, ezért kellett hozzáadni maradékos osztás eredményéhez 1-et.) Eredetileg a Meton-ciklus kezdőéve, a 19 aranyszámú év (mely a mai értelemben vett 0. évnek felelne meg) az az esztendő volt, melyben az évkezdet (január 1.) egybeesett az újholddal. Később a naptárreform miatt az aranyszám ezt a jelentését elvesztette, de a Julián-naptár szerinti számítás esetén még most is köthető a 19 aranyszámú évhez ez az értelmezés.
Az epakta (vagy latinul epact) a „gregorián öröknaptár” második kánonjának szövege alapján (Canones in calendarium Gregorianum prepetuum):
„Nem más, mint az a szám, amennyivel a 365 napos közönséges napév meghaladja a 354 napos közönséges holdévet.”
Valójában az Egyházi Hold korát kell érteni rajta január elsején. Az epaktaszámokat a Julián-naptár szerinti szemléletes definíció alapján a következőképpen számolták 1582 előtt. A 19 aranyszámú évben az újév egybeesett az évkezdettel. A következő évben az eltérés a holdnaptár és a napnaptár között 365 – 354 = 11 napra nő, így a Hold ekkor már újhold után 11 nappal jár, tehát az Egyházi Hold kora ekkor 11 nap. Egy év múlva 22 nap az eltérés, két év múlva már 33 nap. Ez már meghaladja a holdhónapok hosszát, ezért ekkor bevezetnek egy 30 napos szökőhónapot, ami által az epakta 3-ra mérséklődik. Ezt az eljárást követve a következő táblázathoz jutunk:
| Aranyszám | 1  | 2  | 3 | 4  | 5  | 6 | 7  | 8  | 9 | 10 | 11 | 12 | 13 | 14 | 15 | 16 | 17 | 18 | 19 |
| Epakta    | 11 | 22 | 3 | 14 | 25 | 6 | 17 | 28 | 9 | 20 | 1  | 12 | 23 | 4  | 15 | 26 | 7  | 18 | 29 |

A ciklus során tehát 6 harminc napos szökőhónapot kell beiktatni, továbbá a 19. évben egy 29 napos szökőhónapot, éspedig a következők miatt. A 19. évben az epakta 29, amely azt jelzi, hogy a következő ciklus nem újholddal kezdődne, hanem újhold előtti nappal. Ezért az Egyházi Hold korához a következő évben hozzá kell adnunk 1-et, hogy a Meton-ciklus 1. évében újra 11 legyen az epakta. Az Egyházi Hold korának ezt az ugrását nevezzük saltus lunaenak.
A Gregorián-naptár szerinti epakta az előbbinél változatosabb, mert évszázadonként eltérés mutatkozhat benne.

### Az egyházi Julián-holdnaptár pontossága
Az egyházi naptár Meton-ciklusának pontosságát egészen pontosan akkor tudjuk meghatározni, ha figyelembe vesszük, hogy a szökőévekben (szökő Julián napévekben) az epakta nem ugrik, azaz a szökő napév szökőnapja szökőnap a holdnaptárban is. A Meton-ciklus és a Julián szökőévciklus hosszának legkisebb közös többszöröse 19{\displaystyle \cdot }4 = 76, ennyi idő alatt fordul elő ugyanaz a szökőév ugyanazon epaktával (ez a 76 éves periódus a Callyppos-ciklus). A Meton-ciklus 235 holdhónapja tartalmaz 19{\displaystyle \cdot }12 = 228 rendes hónapot, melynek pontosan a fele 29, a másik fele 30 napos, tartalmaz ciklusonként 6 szökőhónapot, mely 30 napos és egy 29 naposat (a -1 nap a saltus lunae). Ezeken kívül szökőnap a 76 éves ciklusban a 19 Julián szökőnap. Mindez a 76 év alatt 4{\displaystyle \cdot }235 = 940 hónap alatt. Az Egyházi Hold periódusának átlagos hossza tehát:
{\displaystyle {\frac {4\cdot (19\cdot 6\cdot 30+19\cdot 6\cdot 29+6\cdot 30+1\cdot 29)+19}{4\cdot 235}}={\frac {27759}{940}}=29,53085\;\;nap}
Ez a szinódikus hónap 29,53059 napos hosszánál 22,5 másodperccel rövidebb, amely eltérés kb. 310 évenként tesz ki egy teljes napot (ekkor a valódi újhold már átlagosan 1 nappal később lesz mint a naptári).
Roger Bacon például utal arra, hogy bárki, aki felnéz az égre a kalendárium szerinti húsvéti teliholdkor láthatja, hogy a valódi Hold holdtöltéje legalább 4-5 nappal eltér ettől a dátumtól. Ezt a hibát a gregorián naptárreform olyan kiválóan korrigálta, hogy manapság a holdtölte időpontját az egyházi naptár 1-2 nap pontossággal nagy biztonsággal előre tudja jelezni. Ez azonban tovább nem javítható, mert a Hold mozgása elég nagy periodikus perturbációval terhelt, azaz a Középholdhoz képest a valódi Hold az égbolton akár 10 fokos nagyságrendű látszólagos eltérést is képes produkálni, ami a holdfázisokra is jelentős kihatással van.

### A Gregorián-holdnaptár szöktetési rendszere
A Julián epakta az évszázadok során változatlan. Ugyanazon aranyszámú évben ugyanazon érték lesz az epakta. A Gregorián epaktát viszont ciklikusan korrigálják, azzal az indokkal, hogy a közepes Julián év és a közepes Julián holdhónap hosszúsága eltér a trópikus évétől és a szinódikus hónapétól.

#### Nap-egyenlítés (szoláris egyenlítés)
A Gergely-naptárban az évszázadok közül csak azok maradnak meg szökőévnek, melyek 400-zal oszthatók, így az 1700-as, az 1800-as, az 1900-as, 2100-as, … esztendők nem szökőévek, de 1600, 2000, 2400 … már azok. Ez azt jelenti, hogy ekkor egy napos csúszás jön létre a Julián-naptárhoz képest. Mivel a holdnaptárban a Meton-ciklus Julián évekre lett tervezve, így az említett, meghagyott szökőévekben az epaktát módosítani kell. Ezt nevezzük Nap-egyenlítésnek.

#### Hold-egyenlítés (lunáris egyenlítés)
Az Egyházi Hold periódusának átlagos hossza sem egyezik pontosan a valódi Holdéval, így a már említett kb. 310 évenként fellépő 1 nap eltérést ilyen időközönként számításba kell venni. Minden 300-zal osztható évszázadban 1-gyel meg kell növelni az epaktát. Ez a Hold-egyenlítés. Ezt a korrekciót figyelembe véve a holdnaptár pontossága oly mértékben megjavul, hogy a valódi holdhónaptól való eltérése miatt csak 70 000 év múlva kell 1 napot módosítani. Gyakorlati szempontól azt mondhatjuk, hogy az egyházi holdnaptár tökéletesen pontos.
A következő táblázatban összefoglaljuk a Gregorián epaktát módosító kétféle korrekciós lépést.
| Évszázad  | Nap-egyenlítés | Hold-egyenlítés | Az epakta változása | Epakta az 1 aranyszámú évben |
| --------- | -------------- | --------------- | ------------------- | ---------------------------- |
| 1-1582    |                |                 |                     | *                            |
| 1583-1699 | 0              | 0               | 0                   | I                            |
| 1700-1799 | -1             | 0               | -1                  | *                            |
| 1800-1899 | -1             | 1               | 0                   | *                            |
| 1900-1999 | -1             | 0               | -1                  | XXIX                         |
| 2000-2099 | 0              | 0               | 0                   | XXIX                         |
| 2100-2199 | -1             | 1               | 0                   | XXIX                         |
| 2200-2299 | -1             | 0               | -1                  | XXVIII                       |
| 2300-2399 | -1             | 0               | -1                  | XXVII                        |
| 2400-2499 | 0              | 1               | 1                   | XXVIII                       |

A táblázatban a Meton-ciklus kezdőévének epaktáját római számokkal jelöltük, mert hagyományosan ez az írásmód. Persze ekkor 0 számjegy nincs, ehelyett áll a * jel. A * értéke persze azt jelenti, hogy egy olyan szám, ami 30-cal osztható, azaz 30-cal osztva a maradék 0. Ehhez éppen ezért néha 30-nak vagy 0-nak is jelölik. A húsvétszámítás hagyományos rendszerében az arab számú jelölést mindig a különleges esetekre tartják fönn.

## Táblázatos módszer a húsvéti telihold meghatározására
A húsvéti újhold dátumának meghatározásához az egyház egy olyan luniszoláris naptárt használ, mint amilyen a zsidó naptár is. Ezt az egyházi holdnaptárt azonban soha nem használták a mindennapi életben, de még az egyház számára is csak a Húsvét időpontjának meghatározására szolgál. Ennek megfelelően az egyházi holdnaptárt nem kell részletekbe menően ismerni, csak a tavaszi Hold meghatározása szempontjából.
A táblázatos módszer azzal kezdődik, hogy tekintenek egy 365 napos rendes naptári évet, akár szökőév legyen az adott év akár nem. Ezután elkészítik a következő táblázatot. Január elsejétől kezdődően felvesznek egy * jelet, majd lefelé számolnak XXIX-től I-ig naponként és ezeket a római számokat a nap mellé (ahogy fogalmaznak az adott dátummal szembe) írják. Mivel a holdnaptárban a hónapok felváltva 30/29 naposak, ezért a második ilyen sorozatban annál a dátumnál, ami mellé XXV-öt írnak feljegyezik a XXIV-et is és a következő dátumnál már XXIII-mal folytatják.
|     | Január | Február  | Március | Április  | Május  | ... | December |
| --- | ------ | -------- | ------- | -------- | ------ | --- | -------- |
| 1.  | *      | XXIX     | *       | XXIX     | XXVIII |     | XX       |
| 2.  | XXIX   | XXVIII   | XXIX    | XXVIII   | XXVII  |     | XIX      |
| 3.  | XXVIII | XXVII    | XXVIII  | XXVII    | XXVI   |     | XVIII    |
| 4.  | XXVII  | XXVI.25  | XXVII   | XXVI.25  | XXV.25 |     | XVII     |
| 5.  | XXVI   | XXV/XXIV | XXVI    | XXV/XXIV | XXIV   |     | XVI      |
| 6.  | XXV.25 | XXIII    | XXV.25  | XXIII    | XXIII  |     | XV       |
| 7.  | XXIV   | XXII     | XXIV    | XXII     | XXII   |     | XIV      |
| ... | ...    | ...      | ...     | ...      | ...    |     | ...      |
| 28. | III    | I        | III     | I        | I      |     | XXIII    |
| 29. | II     |          | II      | *        | *      |     | XXII     |
| 30. | I      |          | I       | XXIX     | XXIX   |     | XXI      |
| 31. | *      |          | *       |          | XXVIII |     | XX.19    |

Egyéb jelölések is feltűnnek ennél a kiinduló táblázatnál. A hosszú holdhónapokban egy arab 25-öst tesznek a XXV mellé, a rövid hónapokban pedig ugyanezt a XXVI mellé. Az utolsó naphoz tesznek egy 19-est.
Ha arra vagyunk kíváncsiak, hogy egy adott évben mely dátumokon van az egyházi újhold, akkor az év epaktáját kell tekintenünk. Ha az év epaktája E, akkor definíció szerint január elsején az egyházi hold E nappal van az újhold után. Azaz az adott évben az újholdak a táblázat azon napjain szerepelnek, melyekhez az E epaktát írtuk, kivéve az E = XXV esetet, mert ekkor a 25 jelűek lesznek az újholdak.
Például a 2011-es év aranyszáma 17, az epaktája XXV, így a táblázatban azokon a helyeken, ahol XXV szerepel, újhold lenne. A XXV-ös szám azonban kivételes eljárást igényel, minthogy a rövid holdhónapok ugrónapjainak napi epaktája pont a XXV-ről ugrik XXIII-ra. Ilyenkor az arab számjelű 25-tel dolgozunk és az így megjelölt dátumokon lesz újhold. Ennek magyarázata a következő. A rövid holdhónapok esetén önkényes, hogy pont a XXIV-es napi epaktájú napokat törlik. (Míg tehát a szökőnap az újhold előtti hatodik nap megduplázásával, addig az ugrónap az újhold utáni hatodik nap törlésével keletkezik.) Azonban a rövid hónapokban is kell újhold még a XXIV-es epaktájú években is. Ezt úgy garantálnak hogy a rövid hónapok újholdja a XXV-ös napi epkatájú nap lesz. Ha az adott Meton-ciklusban a XXIV-es mellett XXV-ös epaktájú év is van, akkor ott a naptár (egy Meton-cikluson belül) akár meg is ismétlődhet. Ez olyan egyenetlenséget okoz a naptárban, ami a XXIV-es szám önkényes választásának következménye, ezért kiküszöbölendő. Ennek megfelelően a XXV-ös epaktájú években, hogy azok különbözzenek a XXIV-esektől a rövid holdhónapok újholdját a XXVI-os napi epaktájú napra tolják el. Mivel 19 év alatt nincs három egymást követő epakta, ezért a probléma nem ismétlődik meg a XXVI-os évvel.
Az egyházi teliholdon az egyházi újholdat követő 14. napot értjük. A húsvét időpontja tehát a március 20-a utáni első holdtöltét követő vasárnap. Az első tavaszi telihold ezért lehet március 21-én, de a húsvét vasárnap nem eshet egybe a telihold dátumával, az azutáni vasárnapot kell választani. A legkorábbi húsvét tehát március 22-én lehet.
Például a 2013. év húsvétvasárnapjának dátumát a táblázatos módon a következőképpen számítják ki. Az év vasárnapbetűje F, azaz ha január elsejétől beírjuk a naptárba rendre az A, B, ... , G betűket, akkor a vasárnapok az F-fel jelölt napok lesznek. Március elseje D napibetűjű. Az év epaktája XVII. március elsejének ugyanaz a napi epaktája, mint január elsejének, így a következő táblázatot kell felírnunk.
| 2013. március | Régi római dátumok     | Napibetű | Napi epakta | A holdhónap napja     |
| ------------- | ---------------------- | -------- | ----------- | --------------------- |
| 1.            | Kalendis               | D        | *           | 17.                   |
| 2.            | postidie Kalendas      | E        | XXIX        | 18.                   |
| 3.            | ante diem V Nonas      | F        | XXVIII      | 19.                   |
| 4.            | IV                     | G        | XXVII       | 20.                   |
| 5.            | III                    | A        | XXVI        | 21.                   |
| 6.            | pridie Nonas           | B        | XXV         | 22.                   |
| 7.            | Nonis                  | C        | XXIV        | 23.                   |
| 8.            | postidie Nonas         | D        | XXIII       | 24.                   |
| 9.            | VII                    | E        | XXII        | 25.                   |
| 10.           | VI                     | F        | XXI         | 26.                   |
| 11.           | V                      | G        | XX          | 27.                   |
| 12.           | IV                     | A        | XIX         | 28.                   |
| 13.           | III                    | B        | XVIII       | 29.                   |
| 14.           | pridie Idus            | C        | XVII        | tavaszi újhold, 1.    |
| 15.           | Idibus                 | D        | XVI         | 2.                    |
| 16.           | postidie Idus          | E        | XV          | 3.                    |
| 17.           | ante diem XVI Kalendae | F        | XIV         | 4.                    |
| 18.           | XV                     | G        | XIII        | 5.                    |
| 19.           | XIV                    | A        | XII         | 6.                    |
| 20.           | XIII                   | B        | XI          | 7.                    |
| 21.           | XII                    | C        | X           | 8.                    |
| 22.           | XI                     | D        | IX          | 9.                    |
| 23.           | X                      | E        | VIII        | 10.                   |
| 24.           | IX                     | F        | VII         | 11.                   |
| 25.           | VIII                   | G        | VI          | 12.                   |
| 26.           | VII                    | A        | V           | 13.                   |
| 27.           | VI                     | B        | IV          | tavaszi telihold, 14. |
| 28.           | V                      | C        | III         | 15.                   |
| 29.           | IV                     | D        | II          | 16.                   |
| 30            | III                    | E        | I           | 17.                   |
| 31.           | pridie Kalendae        | F        | XXVIII      | 18.                   |

Eszerint 14-én XVII értékű a napi epakta, tehát ekkor újhold van. 14 napra rá 27-én telihold van, ami mivel a március 20-át követő első telihold, ezért nem más mint a tavaszi telihold. A következő vasárnap 31-én van, azaz ez a húsvétvasárnap dátuma abban az évben.

## Algoritmusok húsvétvasárnap kiszámítására

### Gauss módszere
A húsvét kiszámítására a legismertebb algoritmus Gauss módszere.
Az év sorszámát jelöljük Y-nal, az azt követő mod jelölés az osztás maradékát jelenti az utána álló egész számmal való osztáskor (például 13 mod 5 = 3; maradékaritmetika) Először számoljuk ki a, b és c egész számokat:
a = Y mod 19
b = Y mod 4
c = Y mod 7
Majd ezekből a következő értékeket:
d = (19a + M) mod 30
e = (2b + 4c + 6d + N) mod 7
A Julianus-naptár szerint (melyet a keleti egyházak használnak) M = 15 és N = 6, a Gergely-naptár szerint (melyet a nyugati egyházak használnak) M és N a következő táblázatból kapható:
| Évek      | M  | N |
| --------- | -- | - |
| 1583–1699 | 22 | 2 |
| 1700–1799 | 23 | 3 |
| 1800–1899 | 23 | 4 |
| 1900–2099 | 24 | 5 |
| 2100–2199 | 24 | 6 |
| 2200–2299 | 25 | 0 |

Ha d + e < 10 akkor márciusnak (d + e + 22)-edik napja húsvét, különben április (d + e ‒ 9)-edik napja.
A következő kivételeket kell figyelembe venni:
- Ha április 26-át kapunk, akkor a húsvét április 19-én van.
- Ha április 25-ét kapunk, d = 28, e = 6, és a > 10 értékekkel, akkor húsvét április 18-ára fog esni.

### Meeus Julian algoritmusa
Jean Meeus „Astronomical Algorithms” (1991) című könyvében mutatja be a következő algoritmust húsvét vasárnapjának kiszámítására.
Az eljárás Julián-év esetén működik, nem lépnek fel kivételek, és nem szükséges hozzá táblázat.
A jelölések egyeznek Gauss módszerével: minden érték egész, és az osztás is egész osztás tehát 7 / 3 = 2 (nem 2 1/3), és 7 mod 3 = 1.
a = Y mod 4
b = Y mod 7
c = Y mod 19
d = (19 * c + 15) mod 30
e = (2 * a + 4 * b – d + 34) mod 7
hónap = (d + e + 114) / 31
nap = ((d + e + 114) mod 31) + 1